# 589
| [ Edytuj tabelę ]          |                                          |
| Król Bernicji              | - 585 Hussa 592                          |
| Cesarz Bizancjum           | - 582 Maurycjusz 602                     |
| Cesarz Chin                | - 581 Sui Wendi 604                      |
| Król Essexu                | - 587 Sledda 604                         |
| Król Franków               | - 561 Guntram I 592 - 584 Chlotar II 629 |
| Król Franków w Austrazji   | - 570 Childebert II 595                  |
| Cesarz Japonii             | - 587 Sushun 592                         |
| Król Kentu                 | - 560 Ethelbert I 616                    |
| Patriarcha Konstantynopola | - 582 Jan IV Postnik 595                 |
| Władca Korei               | - 559 P’yŏngwŏn 590                      |
| Król Longobardów           | - 584 Autaris 590                        |
| Papież                     | - 579 Pelagiusz II 590                   |
| Król Persji                | - 579 Hormizd IV 590                     |
| Król Wessexu               | - 560 Ceawlin 592                        |
| Król Wizygotów             | - 586 Rekkared I 601                     |

Rok 589 / DLXXXIX
stulecia: V wiek ~
VI wiek ~
VII wiek

lata: 579 «
584 «
585 «
586 «
587 «
588 «
589
» 590
» 591
» 592
» 593
» 594
» 599

## Wydarzenia
- 8 maja – rozpoczął się trzeci synod w Toledo.

- Yang Jian zjednoczył Chiny i założył dynastię dynastię Sui.